# La Prisonnière (llibre)
La Prisonnière (editada en anglès com a Stolen Lives: Twenty Years in a Desert Jail) és un llibre autobiogràfic escrit el 1999 per Malika Oufkir, sobre una dona que fou presonera fins als 38 anys.

## Sumari
El llibre consta de tres parts principals:
1. Una descripció dels seus primers anys com a filla del poderós general Mohammed Oufkir i filla adoptiva del rei del Marroc Hassan II. Va ser portada al palau de nena per a ser acompanyant de la filla del rei, la princesa Amina. Tot i que va portar una vida de princesa durant aquests anys, ella no ho era i sempre desitjava tornar a casa amb la seva autèntica família. Va ser posada en llibertat dos anys per viure amb la seva família.
2. Els detalls de les vides de la seva família en una de les presons del desert. Mentre Malika vivia amb la seva família, el seu pare es va involucrar en un cop d'estat atemptant contra el rei. A continuació el seu pare va ser executat i ella i els seus cinc germans, la seva mare i dues criades, foren presos polítics els següents vint anys.
3. Una descripció de la fugida de quatre dels germans, l'arrest domiciliari de tota la família al Marroc, i la seva fuita final cap a la llibertat.

El llibre ha estat prohibit al Marroc, però es pot trobar.